# Friedrich Hohe
Friedrich Hohe (Bayreuth, 1802 – Monaco di Baviera, 7 giugno 1870) è stato un litografo e pittore tedesco.

## Biografia
Nasce a Bayreuth, in Baviera, nel 1802. 

Il suo primo maestro di pittura è stato suo padre stesso. Nel 1820 entra nell'Accademia delle belle arti di Monaco. 
Conclusi gli studi, dal 1823 fino alla fine della sua vita, si dedica alla litografia.
Nel 1826 Hohe compie un viaggio in Italia con il pittore paesaggistico Carl Rottmann. Visita e ritrae paesaggi del Levante ligure.
Due anni dopo, pubblica Galleria di Leuchtenberg (1831) e successivamente collabora con Hanfstängl nella produzione della Galleria Dresda (1864-1869).. 
Verso la fine della sua vita si dedica a dipingere dipinti di paesaggio, ma senza molto successo. 
Muore a Monaco il 7 giugno 1870. Suo fratello maggiore, Nikolaus Christian Hohe (1798-1868), è stato anche egli pittore.